# Jeanne Immink
Jeannette Friederike Hermine Immink, nascuda Dienst (Amsterdam, 10 d'octubre de 1853; Milà, 20 d'agost de 1929), va ser una alpinista holandesa. Va fer grans escalades a les Dolomites amb diverses primeres ascensions i està acreditada com a pionera en el camp de l'escalada femenina i com a innovadora en el conjunt de l'alpinisme.

## Primers anys de vida
Jeanne Immink va néixer en una família jueva alemanya a Amsterdam el 1853, filla gran de Friedrich Diest i Hermina Heijbroek. Després de la mort del seu pare, la mare i les tres germanes van patir econòmicament. Per escapar de la seva pobresa, Jeanne es va casar amb Johannes Carolus Immink després d'acabar el batxillerat, i va emigrar amb ell a Pretòria, Sud-àfrica, on van tenir un fill. Poc després Jeanne va conèixer Henry Percy Douglas-Willan, un capità drac britànic estacionat a Pretòria, i el va seguir a l'Índia, deixant el seu marit i el seu fill a Sud-àfrica. Quan Immink va tornar a quedar embarassada, es va traslladar sola a Suïssa, ja que als oficials britànics no se'ls permetia casar-se ni tenir fills abans dels 30 anys. A Suïssa, es va independitzar econòmicament, ja que va rebre importants fons de Douglas-Willan, el pare de la criatura, per mantenir el seu fill, Louis Immink.

## Carrera

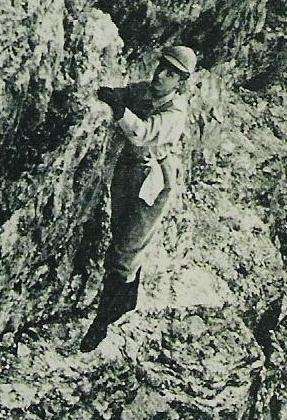
Immink a la Cima Piccola, al 1893

Immink va començar a escalar a les Dolomites poc després de traslladar-se a Suïssa. Va fer la seva primera gran escalada l'any 1889 ascendint per una nova ruta a l'Ortler, al Tirol del Sud, amb un guia. El mateix any, va fer la primera ascensió femenina de l'Antelao, prop de Cortina d'Ampezzo. L'any 1891 va ascendir a la xemeneia Schmitt de les Cinque Dita al Gruppo del Sassolungo, un any després que Robert-Hans Schmitt fes la primera ascensió i expressés el dubte que la via es pogués tornar a escalar mai més. Va escalar una muntanya verge i encara sense nom el 1891, que des de llavors s'anomena Cima Immink. El 1893, l'escalador i fotògraf alemany Theodor Wundt va preguntar a Immink si l'acompanyaria en una ascensió de la Cima Piccola de les Tre Cime di Lavaredo; les fotografies d'ella es van publicar més tard al seu llibre Wanderungen in den Ampezzaner Dolomiten (Excursions a les Dolomites d'Ampezzo). Aquesta seria la seva darrera expedició abans de retirar-se de l'escalada el 1894, després d'haver patit una lesió en un viatge anterior.

## Innovació i llegat
Tot i que la seva carrera d'escalada només va durar cinc anys, Immink va fer més de 70 ascensions. Es va guanyar la reputació escollint els cims i vies més difícils de l'època, que ascendí de vegades a l'hivern, i va atreure el respecte dels seus companys masculins. L'ascens que va fer al desembre de 1891 de la Croda da Lago era la primera escalada que es feia a l'hivern per una cara vertical coberta de gel. També va ser la primera dona a escalar vies de grau 4. Era molt conscient del seu paper com a escaladora líder i va escriure després d'una escalada: «Reto els alpinistes masculins a seguir els meus passos». Va ser membre del Club Alpí Austríac i del Club Alpí Italià.

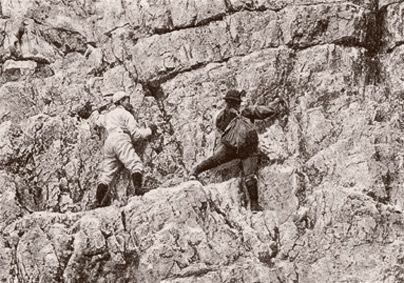
Immink (esquerra) escalant a les Dolomites

Va ser la primera escaladora que es va posar pantalons en comptes de faldilles, la primera a protegir-se el cap de la possible caiguda de pedres, i també se li atribueix la invenció de l'arnès d'escalada, en una època en què no hi havia àncores ni mosquetons.
Immink va ser objecte d'una biografia publicada pel periodista Harry Muré l'any 2003, titulada Jeanne Immink: Die Frau, die in die Wolken stieg (Jeanne Immink: La dona que va pujar als núvols). Muré va assenyalar el paper pioner d'Immink en l'alpinisme femení, que després seguirien d'altres i va deixar escrit que «havia aconseguit la glòria i l'honor en un camp dominat pels homes de l'alpinisme alpí».
Dos cims porten el nom d'Immink: el Cima Immink i el Campanile Giovanna («la torre de Jeanne»), que es troben l'un al costat de l'altre a les Dolomites.